# Cột Đức Mẹ ở Opava

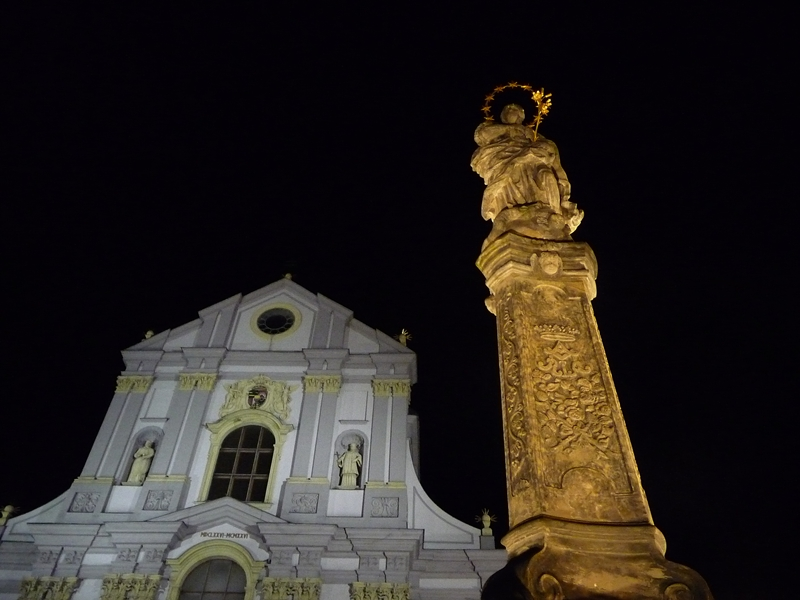
Cột Đức Mẹ ở Opava (2009)

Cột Đức Mẹ ở Opava (tiếng Séc: Mariánský sloup v Opavě) là một trong những tượng đài tôn giáo nổi tiếng về Đức Mẹ, tọa lạc ở phía trước nhà thờ Thánh Adalbert tại thành phố Opava, vùng Moravia-Silesia, Cộng hòa Séc. Tượng đài này có tên trong danh sách các di tích văn hóa của Cộng hòa Séc.

## Lịch sử

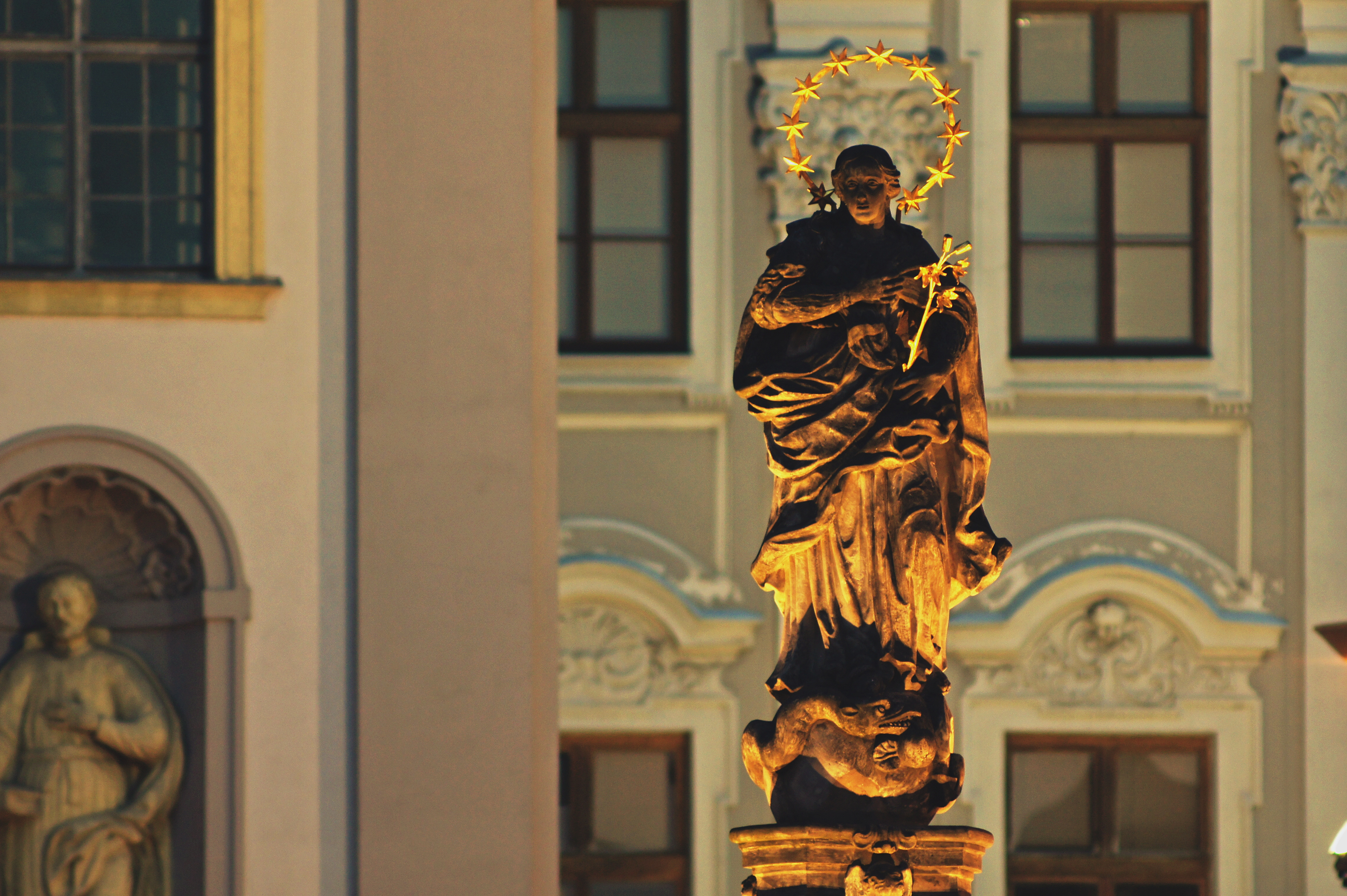
Bức tượng (2014)

Cột Đức Mẹ ở Opava được Bá tước Jiří Štěpán xây dựng vào năm 1675. Lúc bấy giờ, bức tượng Đức Mẹ Vô Nhiễm nguyên tội ở trên đỉnh cột được chạm khắc dựa vào hình mẫu của cột Đức Mẹ ở Vienna. Năm 1825, công trình này bị hư hại nhiều, nên sau đó được xây dựng lại vào năm 1869. Việc trùng tu cột Đức Mẹ ở Opava diễn ra vào năm 1927. Năm 1997, nhà phục chế đến từ Olomouc - Ladislav Werkman tiến hành khôi phục lại di tích này.

## Mô tả
Cột Đức Mẹ ở Opava được làm từ chất liệu đá sa thạch. Bức tượng khắc họa hình ảnh Đức Trinh Nữ Maria đang đội vầng hào quang được kết từ 12 ngôi sao, và trái tim Ngài đang bị một thanh kiếm đâm xuyên. Ngài giẫm lên một con rắn đang quấn quanh quả địa cầu (con rắn đại diện cho Tội Nguyên Tổ của nhân loại).